# منتخب البوسنة والهرسك لاتحاد الرغبي
منتخب البوسنة والهرسك الوطني لاتحاد الرغبي (بالصربية: Рагби 15 репрезентација Босне и Херцеговине)‏ هو ممثل البوسنة والهرسك الرسمي في المنافسات الدولية في اتحاد الرغبي .